# Marco Venturini
Marco Venturini (Pistoia, 12 luglio 1960) è un ex tiratore a volo italiano, medaglia di bronzo nel tiro a volo ai Giochi olimpici di Barcellona 1992.

## Carriera
La sua carriera è stata di una longevità straordinaria, ha iniziato a gareggiare a livello internazionale nel 1977, a soli 17 anni, ed ha concluso la carriera, 27 anni più tardi, nel 2004 partecipando agli Europei di Nicosia.

## Palmarès
Giochi olimpici
- Barcellona 1992
  - Trap:  Bronzo

Mondiali
- Vanta tre medaglie d'oro (1989, 1991 e 1993), una d'argento (1989) e due di bronzo (1980 e 1998)

Europei
- Vanta tre medaglie d'oro (1980, 1989 e 1999), due d'argento (1994 e 2002) e due di bronzo (1988 e 2003)